# Симич, Никола (актёр)
Никола Симич (серб. Никола Симић / Nikola Simić; 18 мая 1934, Белград — 9 ноября 2014, Белград) — сербский югославский актёр театра, кино и телевидения.

## Биография
Ещё в гимназии играл в драматической секции. Диплом актёра получил в Академии театра, кино, радио и телевидения в Белграде. Первую роль сыграл ещё будучи студентом в Югославском драматическом театре в 1957 году. С 1959 по январь 2014 года беспрерывно играл на его сцене. Выделяются его роли в спектаклях «Ревизор», «Собачий вальс», «Большой гоночный автомобиль», «В ожидании Годо», «Фаршированные кабачки», «Саранча». Но наиболее известна его заглавная роль в спектакле «Блоха в ухе». Впервые он её исполнил 7 июня 1971 года и играл на протяжении 40 лет около 2 000 раз.
Никола Симич играл также во множестве фильмов и телесериалов. наибольшую известность ему принесла роль Мите Пантича в сериале «Плотная кожа» (серб. Tesna koža) (1982-1991). Играл также в телесериалах «Srećni ljudi» (1993, 1995), «Porodično blago» (1998, 2001), «Agencija za SIS» (2006, 2007), «Ljubav, navika, panika» (2006, 2007).
Никола Симич озвучивал ряд зарубежных мультфильмов (в частности, «Трансформеры» и «Черепашки-ниндзя»).
Его старший брат Слава Симич, также актёр, умер в 2007 году.

## Избранная фильмография
- 1982 — Плотная кожа — Димитрие Мита Пантич
- 1984 — Душитель против душителя — инспектор полиции Страхинич
- 1984 — Нет проблем — Миленко Пантич
- 1991 — Космонавты виноваты за всё — космонавт
- 1998 — Лаянье на звёзды — директор школы
- 2001 — Бумеранг — Апрцович
- 2003 — Клубничка в супермаркете